# HD162651
HD162651 — хімічно пекулярна зоря спектрального класу A0, що має видиму зоряну величину в смузі V приблизно  7,2.
Вона  розташована на відстані близько 886,3 світлових років від Сонця.

## Пекулярний хімічний склад
Зоряна атмосфера HD162651 має підвищений вміст 
Si
.